# El Juncal, Tabasco
El Juncal är en ort i Mexiko.   Den ligger i kommunen Jalpa de Méndez och delstaten Tabasco, i den sydöstra delen av landet, 700 km öster om huvudstaden Mexico City. El Juncal ligger 18 meter över havet och antalet invånare är 379.
Terrängen runt El Juncal är mycket platt. Runt El Juncal är det ganska tätbefolkat, med 160 invånare per kvadratkilometer. Närmaste större samhälle är Cunduacán, 6,7 km sydväst om El Juncal. Trakten runt El Juncal består till största delen av jordbruksmark.